# Uroleucon budhium
Uroleucon budhium är en insektsart. Uroleucon budhium ingår i släktet Uroleucon och familjen långrörsbladlöss. Inga underarter finns listade i Catalogue of Life.